# Mohamed Amasha
Mohamed Ali Amasha (ar. محمد كمشة) – egipski piłkarz grający na pozycji ofensywnego pomocnika. W swojej karierze grał w reprezentacji Egiptu.

## Kariera klubowa
W swojej karierze piłkarskiej Amasha grał w klubach Al-Ahly Kair i Ghazl El-Mehalla.

## Kariera reprezentacyjna
W 1976 roku Amasha został powołany do reprezentacji Egiptu na Puchar Narodów Afryki 1976. Na tym turnieju zagrał w jednym meczu, grupowym z Etiopią (1:1). Z Egiptem zajął w nim 4. miejsce.